# Ренді Семьюел
Ренді Семьюел (англ. Randy Samuel, нар. 23 грудня 1963, Пойнт-Фортін) — канадський футболіст тринідадського походження, що грав на позиції захисника.
Виступав, зокрема, за клуби ПСВ та «Фортуна» (Сіттард), а також національну збірну Канади.

## Клубна кар'єра
Семюел, який народився на Тринідаді і Тобаго, виріс у Ричмонді, Канада, де і займався футболом. Він був обраний «Ванкувер Вайткепс» на драфті Північноамериканської футбольної ліги 1981 року, але так і не зіграв жодного матчу за клуб. Натомість у 1983 році розпочав свою професійну кар'єру в клубі «Едмонтон Іглз» з Канадської професійної футбольної ліги і допоміг команді виграти турнір, забивши 2 голи. По завершенні сезону турнір припинив існування і Семьюел знову повернувся до виступів на аматорському рівні.
У 1985 році Семьюел покинув Канаду і переїхав до Нідерландів, де грав у вищому дивізіоні за ПСВ Ейндговен, ставши чемпіоном у сезонах 1985/86 та 1986/87, але основним гравцем не став, зігравши лише п'ять ігор у чемпіонаті. В результаті 1987 року Ренді перейшов до «Волендам», який саме вийшов до вищого нідерландського дивізіону, провівши там три роки у статусі основного гравця.
У 1990 році він перейшов до «Фортуни» (Сіттард), з якою фінішував в середині таблиці в перших двох сезонах, але вилетів до Другого дивізіону за підсумками розіграшу 1992/93. Після того, як клуб завершив наступний сезон 1993/94 лише на 10 позиції у Еерстедивізі, Семьюел залишив і клуб, і країну.
У листопаді 1995 року Семьюел став гравцем клубу другого англійського дивізіону «Порт Вейл», дебютувавши 18 листопада в грі проти «Вотфорда» (1:1), в якій забив гол. Втім через травму коліна основним гравцем стати не зміг і у травні 1996 року покинув клуб, провівши лише десять матчів за команду в усіх турнірах.
У сезоні 1997 року Ренді грав за команду другого норвезького дивізіону «Гарстад», після завершення якого клуб понизився у класі, а Семьюел відправився назад до Канади, провівши наступний рік у команді «Ванкувер Вайткепс», дійшовши до чвертьфіналу Західної конференції А-ліги в 1998 році. У 1999 році Семьюел знову виступав за «Гарстад», граючи у групі 8 третього за рівнем дивізіону Норвегії.
У 2000 році він повернувся в А-лігу і провів сезон 2000 року у американському «Гемптон Роадс Марінерсі», дійшовши до чвертьфіналу Східної конференції. Завершив ігрову кар'єру у команді «Монреаль Імпакт», за яку протягом 2001 року зіграв 4 матчі у А-лізі.

## Виступи за збірну
11 листопада 1983 року дебютував в офіційних матчах у складі національної збірної Канади в товариській грі проти Гондурасу (1:3).
У складі збірної був учасником чемпіонату націй КОНКАКАФ 1985 року, на якому зіграв у 7 з 8 ігор і допоміг команді здобути золоті нагороди та вперше стати найкращою збірною Північної Америки. Також цей успіх дозволив канадцям вперше у своїй історії вийти на чемпіонату світу 1986 року у Мексиці. Там Семьюел зіграв усі три ігри — проти Франції (0:1), Угорщини (0:2) та Радянського Союзу (0:2).
Надалі зі збірною Семьюел взяв участь у розіграші Золотого кубка КОНКАКАФ 1991 року у США і Золотого кубка КОНКАКАФ 1993 року у США та Мексиці, зігравши два і три матчі відповідно, але в обох випадках канадці не змогли вийти з групи.
16 листопада 1997 року він зіграв свій останній матч за збірну в грі відбору на чемпіонат світу 1998 року проти Коста-Рики (1:3). Загалом протягом кар'єри у національній команді, яка тривала 15 років, провів у її формі 82 матчі, завдяки чому став рекордсменом канадської збірної за кількістю зіграних матчі, залишаючись у цьому статусі до вересня 2010 року, поки його не перевершив Пол Сталтері. Семьюел був введений до Канадської футбольної зали слави у 2006 році.

## Досягнення
ПСВ
- Чемпіон Нідерландів: 1985/86, 1986/87

Збірна Канади
- Переможець чемпіонату націй КОНКАКАФ: 1985
- Переможець Кубка націй Північної Америки: 1990